# Last Chance to Reason
Last Chance to Reason ist eine US-amerikanische Progressive-Metal-Band aus Portland, Maine, die im Jahr 2005 gegründet wurde. Seit ihrer Gründung spielte die Band bereits zusammen mit Gruppen wie Born of Osiris, Genghis Tron, Periphery, Dååth, Through the Eyes of the Dead und Unearth.

## Geschichte
Die Band wurde im Jahr 2005 gegründet. In den folgenden Jahren folgten die ersten Touren und Veröffentlichungen, ehe die Gruppe einen Vertrag bei Prosthetic Records unterzeichnete und bei diesem Label das Album Level 2 veröffentlichte, das von Jamie King (Between the Buried and Me, The Human Abstract) produziert wurde. Zu dem Album wurde zudem ein Videospiel von Tom Vine und Francis Coulombe entwickelt, in dem der Spieler das Album als Videospiel erleben kann. Das Spiel wurde durch Klassiker wie R-Type, Contra und Super Metroid inspiriert. Im Februar 2011 ging die Band auf Tour durch Kanada, ehe die Gruppe im März zusammen mit Atheist und im April auf dem New England Metal and Hardcore Festival spielte. Für den Rest des Jahres folgten weitere Auftritte. Im August 2013 folgte über Prosthetic Records das Album Level 3.

## Stil
Laut Prosthetic Records wurde das Album Level 2 stark durch Progressive-Rock-Bands wie King Crimson und Yes, Komponisten wie Steve Reich und Progressive-Metal-Bands wie Opeth, Dream Theater und Cynic beeinflusst. Das Album handelte in einer tron-artigen Welt von der Beziehung zwischen Mensch und Technologie. Die Texte wurden aus der Sicht einer künstlichen Intelligenz erzählt.
Level 3 war laut Timo Beisel von metalnews.de mit den Werken von Opeth, Cynic, King Crimson, Tool und Meshuggah vergleichbar. Die Verwendung von Stakkato-Riffs sowie der Einsatz von Doublebass war charakteristisch. Der Gesang variierte von Growling zu Klargesang. Zudem waren auch Einflüsse aus dem Jazz hörbar. In den Liedern wurden gelegentlich elektronische Klänge und Soundeffekte, die an Videospiele erinnerten, verwendet. Die Texte wurden erneut durch Computerbegriffe geprägt.

## Diskografie
- 2005: Dreamt of an Angel, Woke with a Nightmare (EP, Abaddon Records)
- 2007: Lvl. 1 (Album, Tribunal Records)
- 2011: Level 2 (Album, Prosthetic Records)
- 2013: Level 3 (Album, Prosthetic Records)